# Hrabstwo Wheeler (Teksas)

Piramida wieku hrabstwa

Hrabstwo Wheeler – hrabstwo położone w USA, w stanie Teksas, w regionie Panhandle. Utworzone w 1876 r. Według danych z 2023 liczy 4804 mieszkańców (w tym 25% to Latynosi). Siedzibą hrabstwa jest miasteczko Wheeler. Inne miejscowości, to: Shamrock, Mobeetie i Allison. Hrabstwo przecina z zachodu na wschód North Fork Red River.

## Gospodarka
Rolnictwo jest głównym źródłem dochodu w hrabstwie, z głównymi produktami: wołowiną, sianem, bawełną i pszenicą. 78% areału zajmują pastwiska i 19% to obszary uprawne.
Pod koniec lat 20. XX wieku cała południowo-zachodnia część hrabstwa została usiana szybami naftowymi i gazowymi, od tamtej pory wydobycie ropy i gazu jest ważną częścią gospodarki hrabstwa.

## Sąsiednie hrabstwa
- Hrabstwo Hemphill (północ)
- Hrabstwo Roger Mills, Oklahoma (północny wschód)
- Hrabstwo Beckham, Oklahoma (wschód)
- Hrabstwo Collingsworth (południe)
- Hrabstwo Gray (zachód)
- Hrabstwo Donley (południowy zachód)
- Hrabstwo Roberts (północny zachód)

## Demografia
Mieszkańcy deklarują głównie pochodzenie meksykańskie (20,8%), irlandzkie (10,2%), angielskie (9,8%), niemieckie (9%), mieszane (6,2%), „amerykańskie” (5,4%), francuskie (3,1%) i holenderskie (3%).